# OEL 망가
OEL 망가(일본어: オーイーエルマンガ 오이에루만가[*])는 처음부터 영어로 쓰여진 일본식 만화를 의미한다. OEL은 Original English-language의 약어이다. 일본 만화를 영어로 번역한 Manga와 구별하여 사용되는 단어지만, Manga 스타일의 화풍과 프레임 비율 등을 도입한 아메리칸 코믹스와의 경계가 모호하며 정확한 정의는 어렵다.
미국 이외의 국가에서는 미국과 망가를 아울러 Amerimanga라고 부르기도 한다. 유례로 벨기에 · 프랑스에서 불어로 만들어진 망가는 누벨 망가라는 것도 있으며, 21세기에 들어서 망프라라는 호칭으로 시장에 작품이 나오게 되었다.

## 같이 보기
- 누벨 만화
- 중국 만화
- 한국 만화